# Arkady Avertchenko
Arkady Timofeïevitch Avertchenko (em russo: Аркадий Тимофеевич Аверченко; Sebastopol, 15 de março jul. / 27 de março de 1881 greg. ou 15 de março jul. / 27 de março de 1880 greg. – Praga, 12 de março de 1925) foi um humorista e satírico russo. Seu jornal O satírico teve grande repercussão em seu país. Converteu-se num dos escritores satíricos mais populares da Rússia nos anos que antecedem a Revolução de 1917.